# 南希·羅曼
南希·葛莉絲·羅曼（英語：Nancy Grace Roman，1925年5月16日—2018年12月25日），美國天文學家。由于她在规划哈勃太空望远镜方面的作用，她被许多人称为“哈勃之母”。她同時也是一位積極的演說家和教育家，並且致力於女性在科學中角色的提升。

## 生平
羅曼生於田納西州纳什维尔，雙親是音樂老師 Georgia Smith Roman 和地球物理學家 Irwin Roman。她於1946年在斯沃斯莫爾學院獲得學士學位，再於1949年在芝加哥大學獲得天文博士學位。獲得學位以後她進入美國海軍研究實驗室的射电天文学部門任職。
1959到1979年間羅曼在 NASA 擔任太空科學處的首席天文學家，並且是首位在 NASA 擔任行政主管職務的第一位女性。她負責執行包含宇宙背景探測者和哈勃空间望远镜等數個天文衛星計畫。

## 榮譽

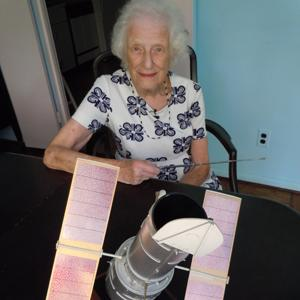
攝於2011年

羅曼獲得多項榮譽，其中包含罗素贤者学院、胡德学院、贝兹学院、斯沃斯莫爾學院授予的榮譽博士學位。
為表揚她對天文學的貢獻，編號2516小行星Roman以她的姓氏命名。
2020年5月20日，美國太空總署將目前正在開發的廣域紅外線觀測望遠鏡（Wide Field Infrared Space Telescope）命名為：羅曼太空望遠鏡（Roman Space Telescope）
美國太空總署的南施·嘉麗絲·羅曼天體物理學技術獎學金以她命名

## 外部連結
- Women of NASA interview
- Oral History interview transcript with Nancy G. Roman 19 August 1980, American Institute of Physics, Niels Bohr Library and Archives （页面存档备份，存于）